# Strawberries Oceans Ships Forest
Albums de The Fireman
Rushes
(1998)
Albums par Paul McCartney
Paul Is Live
(1993) Flaming Pie
(1997)
Strawberries Oceans Ships Forest est un album techno ambiant de 1993 de The Fireman, un duo composé de Paul McCartney et du producteur Youth, qui est surtout connu comme membre de Killing Joke et The Orb.

## Contexte
L'album se compose d'échantillons (samplings) de matériel de McCartney, principalement des sessions qui ont engendré son album Off the Ground, ainsi que des échantillons de Reception et The Broadcast de l'album de 1979 des Wings, Back to the Egg remixés par Youth. Ni McCartney ni Youth ne sont crédités sur l'album; toutefois les rumeurs de l'implication de McCartney ont finalement été confirmées par EMI Records.
Le projet a commencé lorsque Paul a demandé à Youth de remixer plusieurs chansons de l'album Off the Ground pour une utilisation sur de simples singles de 12 ". McCartney a déclaré:
"Le brief de moi était qu'il ne devrait utiliser que des trucs de nos enregistrements, parce que les mix de danse comportent souvent un échantillon de grosse caisse ou un son de caisse claire de James Brown et, par conséquent, le disque finit par ressembler un peu à celui de quelqu'un d'autre, donc je a dit à Youth que je préfèrerais que tout son qu'il choisisse sorte de nos enregistrements, principalement Off the Ground."

## Enregistrement
Concernant le projet, Youth a déclaré:
"Je ne pensais pas qu'il soit approprié de remixer les chansons de l'album Off the Ground de la manière dont j'avais été informé. Je croyais plutôt qu'il serait préférable de faire une chose plus conceptuelle, Paul a aimé l'idée, il était d'accord, alors je me suis lancé."
Finalement, McCartney a décidé de rejoindre Youth dans le studio pour créer de la nouvelle musique à ajouter à la tapisserie avec les échantillons existants, et le projet est devenu un effort plus collaboratif. Bien qu'à l'origine conçu comme une série de remixes de 12 ", McCartney est devenu tellement séduit par les résultats des sessions que le projet est devenu cet album complet.

## Parution et accueil critique
Dans une critique de Melody Maker, Michael Bonner a écrit :
"Paul McCartney a découvert la musique dance - et les résultats sont aussi incroyablement brillants que ceux qui sont venus de la conversion similaire de John Lydon en route vers Damas l'année dernière. Vraiment, nous vivons à une époque de miracles. Évitant l'option facile de un album de remix, McCartney et son collaborateur Youth ont choisi de suivre Brian Eno sur un chemin plus expérimental et cérébral. Ils prennent une mélodie et, avec des sauts du genre adroits à travers l'ambiance, la transe et la house, les font évoluer. Comme les flocons de neige, chaque chanson semble identique à la précédente, jusqu'à ce qu'une inspection plus approfondie révèle qu'elle a sa propre forme unique."
Strawberries Oceans Ships Forest est paru au Royaume-Uni le 15 novembre 1993 et aux États-Unis le 14 février 1994. L'album, sorti sur Parlophone au Royaume-Uni, et Capitol aux États-Unis. Transpiritual Stomp est sorti en single 12", avec Arizona Light Mix comme face B.

## Liste des titres
Toutes les chansons sont écrites et composées par The Fireman.
| No | Titre                            | Durée |
| -- | -------------------------------- | ----- |
| 1. | Transpiritual Stomp              | 9:01  |
| 2. | Trans Lunar Rising               | 9:09  |
| 3. | Transcrystaline                  | 8:39  |
| 4. | Pure Trance                      | 8:40  |
| 5. | Arizona Light                    | 8:39  |
| 6. | Celtic Stomp                     | 8:34  |
| 7. | Strawberries Oceans Ships Forest | 8:07  |
| 8. | 4 4 4                            | 7:35  |
| 9. | Sunrise Mix                      | 8:16  |